# Stanko Lazar
Stanko Lazar (Varaždin, 24. rujna 1933. – Varaždin, 28. siječnja 2016.), hrvatski kulturni djelatnik i dobrotvor, poznat po doprinosima na područjima književnosti, glazbe, umjetnosti i muzeologije u gradu Varaždinu te viktimološkom djelovanju u otkrivanju žrtava partizanskih zločina Drugog svjetskog rata i poraća na području Varaždina i Međimurja.

## Obitelj
Stanko Lazar rođen je 24. rujna 1933. godine u Varaždinu kao sedmo od devetero djece Vlade i Dragice rođ. Besak. Stanko je odrastao u hrvatskoj katoličkoj obitelji, a u vrijeme Drugog svjetskog rata dva starija brata mobilizirana su 1943. godine i poslani u časničku školu. Prvo je stradao brat Slavko, rođen 1924. godine, a stariji brat Milivoj upućen je u Bjelovar gdje je 27. ožujka 1945. godine ubijen u zasjedi koju su partizani postavili u Vagovini kod Čazme. Otac Vlado „nestao“ je na Bleiburgu, a sličnu sudbinu doživio je i šogor Roman Krašovec i njegov brat Adolf (Dido) koji su krenuli prema Sloveniji gdje im se gubi svaki trag. Po dolasku partizana u Varaždin majka Dragica i sestra Vlatka odmah su uhapšene. Majku su nakon tri mjeseca pustili kući, a sestru Vlatku osudili su na 10 godina. Nakon 4 godine bila je puštena kući iz partizanskog koncentracijskog logora "Glates" u Požegi.
Bio je oženjen Brankom rođ. Mesek s kojom je imao šestero djece: kćerke Martinu (1977.), prof orgulja na Glazbenoj školi u Zadru i Ivanu (r. 1985.), diplomiranu novinarku koja sa suprugom živi u New Yorku, te sinove Juricu (1972.), akademskog glazbenika, Krešimira (1973.), prof. na Muzičkoj akademiji, Tomislava (1975.) i Zvonimira (1985.), prof trube na Glazbenoj školi u Križevcima.

## Kulturni rad
Bio je jednim od obnovitelja Ogranka Matice hrvatske u Varaždinu te je dva desetljeća obnašao dužnost blagajnika. Podupiratelj Varaždinskoga književnog društva, jedan od osnivača Hrvatsko-austrijske kulturne zajednice i Hrvatsko-njemačkog društva prijateljstva u Varaždinu. Također je bio jedan od inicijatora za osnivanje Odjela za orgulje Glazbene škole u Varaždinu, gdje je djelovao i kao višegodišnji član Školskog odbora. Bio je suradnik i darivatelj Gradskog muzeja u Varaždinu, čiji je utemeljitelj bio njegov bliski rođak prof. Krešimir Filić. Osim toga, bio je podupiratelj osnivanja Varaždinskoga komornog orkestra, kao i aktivni sudionik u programima Ljetne glazbe glazbene škole "Aestas Musica".
U drugoj polovici 50-ih godina pjevao je kao bas u operetnom zboru Hrvatskog narodnog kazališta u Varaždinu. Bio je članom pjevačkog zbora "Vatroslav Jagić", zborova Obrtničkoga glazbenog društva i Župe sv. Josipa te varaždinskoga Katedralnog zbora "Chorus Liturgicus", čijim je bio osnivačem. Pored glazbe, bio je i filatelist i numizmatičar.
Bio je suradnik Varaždinskog komornog orkestra i redoviti član Matice Hrvatske.

## Viktimologija
Po osnivanju Istraživačkog središta Varaždin, 1997. godine uključio se u prikupljanje podataka o stradanju stanovnika Varaždina. Po prestanku rada Komisije za utvrđivanju ratnih i poratnih žrtava, početkom 2000.-te godine uključuje se u Društvo za obilježavanje grobišta ratnih i poratnih žrtava. U Početku s temeljnim zadatkom podizanja i izgradnje spomen-križa na najvećem grobištu Varaždinske biskupije, grobišta Dravska šuma Varaždin te nastavka prikupljanja podataka o stradanjima. Stanko Lazar bio je član izvršnog odbora Društva u svim sazivima, od osnivanja 20. rujna 2000., a sudjelovao je skoro kod svih podizanja spomen obilježja na varaždinskom i međimurskom području, kao i u posjeti susjednim stratištima (Bleiburg, Tezno, Kočevski rog...) Bio je na svim godišnjim skupštinama od osnivanja Društva te je prisustvovao potpisivanju povelje o suradnji koju su Društva za ureditev zamolčanih grobovi iz Ljubljane i varaždinsko društvo potpisali u veljači 2001. godine u Varaždinu.

## Bolest i smrt
Bolovao je od dijabetesa. Zdravstveno stanje mu se početkom prosinca 2015. pogoršalo te je 11. prosinca otpremljen u Varaždinsku bolnicu, a poslije 17. prosinca u Klenovnik iz kojeg se kući vratio na Badnjak. Preminuo je u noći 28. siječnja 2016. u 83. godini života svom stanu.
Na isparaćaju na Varaždinskom groblju 30. siječnja 2016. sudjelovao je veliki broj kulturnih djelatnika, svećenika, kanonika i duhovnika te predstavnici mjesnog ogranka Matice Hrvatske (predsjednik mr. Ernest Fišer) i članovi Društva za obilježavanje grobišta ratnih i poratnih žrtava te više stotina Varaždinaca. Obred sprovoda predvodio je župnik župe sv. Nikole, vlč. Stjepan Najman. Pjevanje je predvodio katedralni zbor "Chorus liturgicus", kojem su se priključili i pjevači ostalih zborova. ↓bilj1

## Ostalo
U mladosti je igrao za mjesnog niželigaša Vinicu, s kojim je došao do poluzavršnice Općinskog nogometnog kupa Varaždin.
Radio je kao bankovni činovnik i službenik Hrvatskih željeznica.